# Badrí Chameneí
Badrí Hossejní Chameneí je sestrou íránského nejvyššího vůdce ajatolláha Alího Chameneího.
V roce 1985, uprostřed irácko-íránské války, se svými dětmi ilegálně opustila Írán a uprchla do Iráku. Po ročním odloučení se tak mohla připojit ke svému manželovi šejkovi Alímu Tehránímu. V roce 1995 se vrátila do Íránu.
V prosinci 2022, během protivládních protestů, kritizovala vládu svého bratra a jeho „despotický chalífát“. V otevřeném dopise také vyjádřila naději, že se dočká jeho svržení. „Režim Islámské republiky Chomejního a Alího Chameneího nepřinesl Íránu a Íráncům nic jiného než utrpení a útlak,“ napsala.

## Rodina
Manžel Badrí Chameneí byl Alí Tehrání (1926–2022), íránský šíitský teolog a spisovatel. V roce 1984 uprchl do Iráku. Po návratu do Íránu strávil 10 let ve vězení.
Její dcera Faríde Moradchaníová, neteř nejvyššího vůdce, byla zatčena v listopadu 2022 poté, co šla po předvolání na prokuraturu. Ve videu kritizovala íránskou vládu a potlačování protestního hnutí v zemi. Vládu označila za „vražedný režim, který zabíjí děti“. Íránský režim podle ní nedodržuje žádné z vlastních náboženských principů a nezná jiné zákony a pravidla než sílu a udržování své moci jakýmkoli způsobem. Vyzvala zahraniční vlády, aby přerušily veškeré vztahy s Teheránem.